# Gouramangi Moirangthem Singh
Gouramangi Moirangthem Singh (* 25. Januar 1986 in Imphal) ist indischer Fußballspieler.

## Karriere

### Verein
Singh entstammt der Tata Football Academy. Nach Stationen bei Mohun Bagan AC, Mahindra United und  Sporting Clube de Goa kam er 2007 zum Churchill Brothers SC. Unter der Führung von Kapitän und Torjäger Odafe Onyeka Okolie gewannen die Churchill Brothers 2009 die erste Landesmeisterschaft der Vereinsgeschichte.

### Nationalmannschaft
Singh spielte bereits auf U-17-Ebene für indische Auswahlteams und gab 2007 sein Debüt in der indischen A-Nationalmannschaft. 2008 belegte der Innenverteidiger mit dem Nationalteam zunächst im Juni den zweiten Platz bei der Südasienmeisterschaft und gewann zwei Monate später durch einen 4:1-Erfolg über Tadschikistan den AFC Challenge Cup. Die indische Nationalmannschaft schaffte dadurch erstmals seit 1984 wieder die Qualifikation für die Asienmeisterschaft.
In den Jahren 2007 und 2009 siegte er mit Indien in dem von der All India Football Federation ausgerichteten Nehru Cup.

## Erfolge
auf Vereinsebene:
- Indischer Meister: 2008/09

auf Nationalmannschaftsebene:
- AFC Challenge Cupsieger: 2008
- Nehru Cup: 2007, 2009